# Estadio Padre Ernesto Martearena
El estadio Padre Ernesto Martearena es un recinto de fútbol y rugby que se ubica en la zona sur de la ciudad de Salta, Argentina. Fue construido en 2001, por impulso del gobernador Juan Carlos Romero, para ser una de las sedes de la Copa Mundial de Fútbol Sub-20 Argentina 2001.
El estadio luego fue escenario de numerosos eventos futbolísticos de valor, como la Copa América 2011, la Copa Sudamericana, la Copa Argentina y el primer superclásico en el historia de la provincia entre River y Boca. Además se realizaron allí grandes espectáculos artísticos.
Actualmente lo utilizan varios equipos de la zona, entre ellos el Club Atlético Central Norte y el Centro Juventud Antoniana. En la Copa Sudamericana 2004, 2005 y 2006 fue local Boca Juniors en dos partidos de cada edición, y también fue una de las sedes de los torneos de verano que jugaban los cinco equipos grandes de la Argentina.
Tiene una capacidad para aproximadamente 32.000 personas paradas y para 20.408 espectadores (sentados).

## Eventos deportivos

### Copa Mundial de Fútbol Juvenil de 2001
Este estadio albergó los partidos del grupo E, además de un juego de octavos de final.

#### Primera fase
| 18 de junio de 2001 | Ecuador               | 2:1 (1:1) | Etiopía       | Estadio Padre Ernesto Martearena, Salta                             |                                                                     |
|                     | Mina 25' · Guagua 63' | Reporte   | Andargachw 4' | Asistencia: 14.000 espectadores Árbitro(s): Mark Shield (Australia) | Asistencia: 14.000 espectadores Árbitro(s): Mark Shield (Australia) |

| 18 de junio de 2001 | Países Bajos | 1:3 (0:1) | Costa Rica                  | Estadio Padre Ernesto Martearena, Salta                                  |                                                                          |
|                     | Hersi 63'    | Reporte   | Montero 38' · Parks 48' 54' | Asistencia: 14.000 espectadores Árbitro(s): Abdullhakim Shelmani (Libia) | Asistencia: 14.000 espectadores Árbitro(s): Abdullhakim Shelmani (Libia) |

| 21 de junio de 2001 | Costa Rica               | 3:1 (1:0) | Etiopía      | Estadio Padre Ernesto Martearena, Salta                              |                                                                      |
|                     | Parks 8' 49' · Scott 61' | Reporte   | Yordanos 92' | Asistencia: 10.000 espectadores Árbitro(s): Thomas McCurry (Escocia) | Asistencia: 10.000 espectadores Árbitro(s): Thomas McCurry (Escocia) |

| 21 de junio de 2001 | Países Bajos | 1:1 (1:0) | Ecuador    | Estadio Padre Ernesto Martearena, Salta                           |                                                                   |
|                     | Colin 21'    | Reporte   | Vargas 85' | Asistencia: 10.000 espectadores Árbitro(s): Toru Kamikawa (Japón) | Asistencia: 10.000 espectadores Árbitro(s): Toru Kamikawa (Japón) |

| 24 de junio de 2001 | Ecuador | 0:1 (0:0) | Costa Rica    | Estadio Padre Ernesto Martearena, Salta                           |                                                                   |
|                     |         | Reporte   | Hernández 85' | Asistencia: 15.000 espectadores Árbitro(s): Terje Hauge (Noruega) | Asistencia: 15.000 espectadores Árbitro(s): Terje Hauge (Noruega) |

| 24 de junio de 2001 | Etiopía                    | 2:3 (0:2) | Países Bajos                         | Estadio Padre Ernesto Martearena, Salta                                  |                                                                          |
|                     | Zewdu 52' · Andargachw 92' | Reporte   | Kolk 22' · Hersi 41' · Huntelaar 78' | Asistencia: 17.000 espectadores Árbitro(s): Abdullhakim Shelmani (Libia) | Asistencia: 17.000 espectadores Árbitro(s): Abdullhakim Shelmani (Libia) |

#### Octavos de final
| 28 de junio de 2001 | Costa Rica | 1:2 (1:1) | República Checa     | Estadio Padre Ernesto Martearena, Salta                                  |                                                                          |
|                     | Scott 24'  | Reporte   | Musil 21' · Jun 71' | Asistencia: 13.000 espectadores Árbitro(s): Hailemelak Tessema (Etiopía) | Asistencia: 13.000 espectadores Árbitro(s): Hailemelak Tessema (Etiopía) |

### Copa América 2011
El Estadio Padre Martearena albergó 2 partidos de dicha competición continental, los días 9 y 13 de julio, ambos por el grupo B.
En él jugaron las selecciones de Venezuela, Ecuador y Paraguay.
| 9 de julio de 2011, 18:30 | Venezuela    | 1:0 (0:0) Grupo B | Ecuador | Estadio Padre Ernesto Martearena, Salta                                 |                                                                         |
|                           | González 61' | Reporte           |         | Asistencia: 12.000 espectadores Árbitro(s): Wálter Quesada (Costa Rica) | Asistencia: 12.000 espectadores Árbitro(s): Wálter Quesada (Costa Rica) |

| 13 de julio de 2011, 19:15 | Paraguay                                | 3:3 (1:1) Grupo B | Venezuela                            | Estadio Padre Ernesto Martearena, Salta                           |                                                                   |
|                            | Alcaraz 32' · Barrios 62' · Riveros 85' | Reporte           | Rondón 4' · Fedor 89' · Perozo 90+2' | Asistencia: 18.000 espectadores Árbitro(s): Enrique Osses (Chile) | Asistencia: 18.000 espectadores Árbitro(s): Enrique Osses (Chile) |

### Copa Argentina
El Estadio Padre Martearena es una de las sedes oficiales en varios de los partidos de la Copa, destacándose la presencia de importantes equipos como River Plate, Boca Juniors, Independiente, San Lorenzo y Racing Club entre otros.

### Rugby Champioship
| 23 de agosto de 2014, 16:40 (UTC-3) | Argentina | 31 – 33 | Sudáfrica | Estadio Padre Martearena, Salta |                         |
|                                     | Tries Manuel Montero 25' Tomás Cubelli 46' Joaquín Tuculet 50' Conversiones Nicolás Sánchez (2/3) 26', 47' Penales Nicolás Sánchez (2/2) 3', 55' Marcelo Bosch (1/1) 73' Drop Juan Martín Hernández 12' | Reporte | Tries 31' Bryan Habana 59' Cornall Hendricks 68' Marcell Coetzee Conversiones 32' Handré Pollard (1/1) 59', 69' Morne Steyn (2/2) Penales 10', 22', 29' H. Pollard (3/3) 76' Morne Steyn (1/1) | Árbitro(s): Steve Walsh         | Árbitro(s): Steve Walsh |

| 27 de agosto de 2016, 16:40 AST (UTC-3)                                                                                               | Argentina | 26 – 24 | Sudáfrica | Estadio Padre Ernesto Martearena, Salta | |
| | Titulares: - 15-Tuculet 14-Cordero 13-Orlando - 12-Hernández 11-Montero 10-Sánchez - 9-Landajo 8-Isa 7-Leguizamón 6-Matera - 5-Lavanini 4-Alemanno 3-Herrera 2-Creevy (c) 1-Tetaz Chaparro - Suplentes: - 16-Montoya 17-Noguera Paz 18-Pieretto - 19-Petti 20-Ortega Desio 21-Cubelli - 22-González Iglesias 23-González Amorosino · Tries - Tuculet 30' - Leguizamón 47' - Conversiones - (1/1) Sánchez 32' - (1/1) Hernández 48' - Penales - (2/2) Sánchez 22', 29' - (1/1) Hernández 54' - (1/1) González Iglesias 77' - Tarjetas - Herrera 19' hasta 29' | Reporte | Titulares: - 15-Goosen 14-Combrinck 13-Mapoe - 12-de Allende 11-Habana 10-Jantjies - 9-de Klerk 8-Whiteley 7-Mohojé 6-Louw - 5-de Jager 4-Etzebeth 3-Koch 2-Strauss (c) - 1-Mtawarira - Suplentes: - 16-Mbonambi 17-Kitshoff 18-Adriaanse - 19-du Toit 20-Jaco Kriel 21-Paige 22-Steyn - 23-Jesse Kriel Tries - 44' Habana - 67' du Toit - Conversiones - 45' Goosen (1/1) - Steyn (0/1) - Penales - 20', 42' Jantjies (2/4) - 63', 73' Steyn (2/3) - Drops - Steyn (0/1) | Asistencia: 17 000 espectadores Árbitro(s): Jérôme Garcès - Jueces de touch: - Glen Jackson - Ben O'Keeffe - Television Match Official: - George Ayoub | Asistencia: 17 000 espectadores Árbitro(s): Jérôme Garcès - Jueces de touch: - Glen Jackson - Ben O'Keeffe - Television Match Official: - George Ayoub |
| Tomás Cubelli alcanzó sus 50 partidos con la selección Argentina. - Argentina derrota a Sudáfrica por primera vez jugando como local. | |         | | | |

| 26 de agosto de 2017, 16:30 AST (UTC-3) | Argentina                                                                                                  | 23 – 41 | Sudáfrica | Estadio Padre Ernesto Martearena, Salta | |
|                                         | Tries: R. Moyano M. Moroni Conversiones: J.M. Hernandez N. Sánchez Penales: E. Boffelli (2) J.M. Hernandez | Reporte | Tries: S. Kolisi (2) E. Jantjies JL. Du Preez Try penal: Conversiones: E. Jantjies (4) Penales: E. Jantjies (2) | Asistencia: 17 435 espectadores Árbitro(s): Pascal Gaüzère - Jueces de touch: - Romain Poite - Nic Berry - Television Match Official: - Glenn Newman | Asistencia: 17 435 espectadores Árbitro(s): Pascal Gaüzère - Jueces de touch: - Romain Poite - Nic Berry - Television Match Official: - Glenn Newman |

| 6 de octubre de 2018, 19:40 (HOA) | Argentina | 34 – 45 | Australia | Estadio Padre Ernesto Martearena, Salta | |
|                                   | Tries Matera 2' Boffelli 4' Orlando 27' González Iglesias 31' Conversiones Sánchez (3) 3', 5', 28' González Iglesias 32' Penales González Iglesias (2) 38', 61' | Reporte | Tries 14' Hooper 44' Rodda 48' Folau 51', 66' Haylett-Petty 64' Pocock Conversiones 15', 45', 49', 53', 65', 67' (6) Foley Penal 75' Foley | Asistencia: 20 512 espectadores Árbitro(s): Jaco Peyper Jueces de touch: Mathieu Raynal Marius van der Westhuizen Television Match Official: David Grashoff | Asistencia: 20 512 espectadores Árbitro(s): Jaco Peyper Jueces de touch: Mathieu Raynal Marius van der Westhuizen Television Match Official: David Grashoff |

| 10 de agosto de 2019, 16:40h (UTC-3) | Argentina | 13 – 46 | Sudáfrica | Estadio Ernesto Martearena, Salta |  |

### Test-matches
Este estadio albergó los siguientes partidos de la Selección Argentina de Rugby:
| Fecha               | Local     | Resultado | Visitante      |
| ------------------- | --------- | --------- | -------------- |
| 11 de junio de 2005 | Argentina | 35 – 21   | Italia         |
| 13 de junio de 2009 | Argentina | 24 – 22   | Inglaterra     |
| 8 de junio de 2013  | Argentina | 3 – 32    | Inglaterra     |
| 9 de agosto de 2013 | Argentina | 58 – 12   | NSW Barbarians |
| 3 de mayo de 2015   | Argentina | 28 – 23   | Estados Unidos |